# Campeonato Abierto de Polo del Tortugas Country Club
El Campeonato Abierto del Tortugas Country Club, también conocido como el Abierto de Tortugas, es uno de los máximos certámenes de polo argentino. Junto con el Campeonato Abierto de Polo del Hurlingham Club y el Campeonato Argentino Abierto de Polo (los otros dos grandes torneos que se disputan en el país) componen la Triple Corona del Polo Argentino.
En 1930 se disputó el primer abierto oficial. Los ganadores reciben el trofeo Copa Emillio de Anchorena, que fuera presentado por primera vez en 1907 por Don Emillio de Anchorena y era dado al ganador de una competencia de la extinta River Plate Polo Association (entidad predecesora a la Asociación Argentina de Polo).

## Ganadores[1][2][3]
| Año  | Edición                                        | Equipo                                                              | Formación                                                                                             | Resultado                                                           | Subcampeón                                                          |
| ---- | ---------------------------------------------- | ------------------------------------------------------------------- | --- | ------------------------------------------------------------------- | ------------------------------------------------------------------- |
| 2022 | 82                                             | La Natividad                                                        | Camilo Castagnola, Pablo Pieres, Bartolomé Castagnola e Ignatius du Plessis                           | 14-13                                                               | Ellerstina                                                          |
| 2021 | 81                                             | Ellerstina                                                          | Facundo Pieres, Hilario Ulloa, Gonzalo Pieres (h), Nicolás Pieres.                                    | 11-9                                                                | La Dolfina                                                          |
| 2020 | 80                                             | Ellerstina                                                          | Facundo Pieres, Hilario Ulloa, Gonzalo Pieres (h), Nicolás Pieres.                                    | 16-6                                                                | La Dolfina                                                          |
| 2019 | 79                                             | Ellerstina                                                          | Facundo Pieres, Gonzalo Pieres (h), Pablo Pieres, Nicolás Pieres.                                     | 12-11                                                               | La Dolfina                                                          |
| 2018 | 78                                             | La Dolfina                                                          | Adolfo Cambiaso, David Stirling, Pablo Mac Donough, Juan Martin Nero.                                 | 11-9                                                                | Ellerstina                                                          |
| 2017 | 77                                             | La Dolfina                                                          | Adolfo Cambiaso, David Stirling, Pablo Mac Donough, Juan Martin Nero.                                 | 12-5                                                                | Ellerstina                                                          |
| 2016 | 76                                             | La Dolfina                                                          | Adolfo Cambiaso, David Stirling, Pablo Mac Donough, Juan Martin Nero.                                 | 18-12                                                               | Ellerstina                                                          |
| 2015 | 75                                             | La Dolfina                                                          | Adolfo Cambiaso, David Stirling, Pablo Mac Donough, Juan Martin Nero.                                 | 11-9                                                                | Ellerstina                                                          |
| 2014 | 74                                             | La Dolfina                                                          | Adolfo Cambiaso, David Stirling, Pablo Mac Donough, Juan Martin Nero.                                 | 14-8                                                                | Ellerstina                                                          |
| 2013 | 73                                             | La Dolfina                                                          | Adolfo Cambiaso, David Stirling, Pablo Mac Donough, Juan Martin Nero.                                 | 16-14                                                               | Ellerstina                                                          |
| 2012 | 72                                             | Ellerstina                                                          | Facundo Pieres, Gonzalo Pieres (h), Mariano Aguerre, Nicolás Pieres.                                  | 12-11                                                               | La Dolfina                                                          |
| 2011 | 71                                             | Ellerstina                                                          | Facundo Pieres, Nicolás Pieres, Gonzalo Pieres (h), Ignacio Heguy.                                    | 14-13                                                               | La Dolfina                                                          |
| 2010 | 70                                             | Ellerstina                                                          | Facundo Pieres, Gonzalo Pieres (h), Pablo Mac Donough, Juan Martín Nero.                              | 21-11                                                               | Indios Chapaleufú II                                                |
| 2009 | 69                                             | Ellerstina                                                          | Facundo Pieres, Gonzalo Pieres (h), Pablo Mac Donough, Juan Martín Nero.                              | 14-11                                                               | Pilará                                                              |
| 2008 | 68                                             | Ellerstina                                                          | Pablo Mac Donough, Gonzalo Pieres (h), Facundo Pieres, Juan Martín Nero.                              | 13-9                                                                | La Aguada                                                           |
| 2007 | 67                                             | Ellerstina                                                          | Pablo Mac Donough, Gonzalo Pieres (h), Facundo Pieres, Matías Mac Donough.                            | 14-13                                                               | El Paraíso                                                          |
| 2006 | 66                                             | Indios Chapaleufú II                                                | Alberto Heguy (h), Ignacio Heguy, Milo Fernández Araujo, Eduardo Heguy.                               | 14-11                                                               | La Aguada                                                           |
| 2005 | 65                                             | Ellerstina                                                          | Facundo Pieres, Pablo Mac Donough, Gonzalo Pieres (h), Matías Mac Donough.                            | 16-13                                                               | La Dolfina                                                          |
| 2004 | 64                                             | La Aguada                                                           | Javier Novillo Astrada, Eduardo Novillo Astrada (h), Miguel Novillo Astrada, Ignacio Novillo Astrada. | 11-10                                                               | Ellerstina                                                          |
| 2003 | 63                                             | La Aguada                                                           | Javier Novillo Astrada, Eduardo Novillo Astrada (h), Miguel Novillo Astrada, Ignacio Novillo Astrada. | 19-10                                                               | La Dolfina                                                          |
| 2002 | 62                                             | Indios Chapaleufú II                                                | lberto Heguy, Ignacio Heguy, Milo Fernández Araujo y Eduardo Heguy.                                   | 13-9                                                                | Indios Chapaleufú I                                                 |
| 2001 | 61                                             | No se definió, debido a los inconvenientes meteorológicos (lluvia). | No se definió, debido a los inconvenientes meteorológicos (lluvia).                                   | No se definió, debido a los inconvenientes meteorológicos (lluvia). | No se definió, debido a los inconvenientes meteorológicos (lluvia). |
| 2000 | 60                                             | Indio Chapaleufu II                                                 | lberto Heguy, Ignacio Heguy, Milo Fernández Araujo, Eduardo Heguy.                                    | 14-12                                                               | El Paraíso                                                          |
| 1999 | 59                                             | La Cañada                                                           | Lucas Di Paola, Tomás Fernández Llorente, Eduardo Heguy, Erasmo Goti.                                 | 13-11                                                               | Pilarchico                                                          |
| 1998 | 58                                             | Tortugas - La Picaza                                                | Pablo Dorignac, Eduardo Novillo Astrada, Alejandro Díaz Alberdi, Miguel Bourdieu.                     | 11-10                                                               | Los Indios                                                          |
| 1997 | 57                                             | La Baronesa                                                         | Tomás Fernández Llorente, Sebastián Merlos, Juan Ignacio Merlos, Matías Mac Donough.                  | [ 21 ]                                                              | Ellerstina                                                          |
| 1996 | 56                                             | Indios Chapaleufú I                                                 | Bautista Heguy, Gonzalo Heguy, Horacio Heguy, Marcos Heguy.                                           |                                                                     |                                                                     |
| 1995 | 55                                             | Ellerstina                                                          | Adolfo Cambiaso, Mariano Aguerre, Carlos Gracida, Marcelo frayssinet.                                 |                                                                     |                                                                     |
| 1994 | 54                                             | Ellerstina                                                          | Adolfo Cambiaso, Mariano Aguerre, Gonzalo Pieres, Carlos Gracida.                                     |                                                                     |                                                                     |
| 1993 | 53                                             | La Martina                                                          | Alberto Heguy, Ignacio Heguy, Eduardo Heguy, Milo Fernández Araujo.                                   |                                                                     |                                                                     |
| 1992 | 52                                             | Ellerstina                                                          | Adolfo Cambiaso, Mariano Aguerre, Gonzalo Pieres, Cristián Laprida.                                   |                                                                     |                                                                     |
| 1991 | 51                                             | Indios Chapaleufu II                                                | Alberto P. Heguy, Alberto Heguy, Cristián Laprida, Eduardo Heguy.                                     |                                                                     |                                                                     |
| 1990 | 50                                             | Indios Chapaleufu II                                                | Alberto Heguy, Santiago Gaztambide, Benjamín Araya, Eduardo Heguy.                                    |                                                                     |                                                                     |
| 1989 | 49                                             | Coronel Suárez                                                      | Alberto Heguy, Santiago Araya, Benjamín Araya, Eduardo Heguy.                                         |                                                                     |                                                                     |
| 1988 | 48                                             | Indios Chapaleufu                                                   | Marcos Heguy, Gonzalo Heguy, Horacio S. Heguy, Alejandro Garrahan.                                    |                                                                     |                                                                     |
| 1987 | 47                                             | La Espadaña                                                         | Carlos Gracida, Alfonzo Pieres, Gonzalo pieres, Ernesto trotz (h).                                    |                                                                     |                                                                     |
| 1986 | 46                                             | Coronel Suárez II                                                   | Benjamín Araya, Juan Badiola, Horacio Araya, Héctor Crotto (h).                                       |                                                                     |                                                                     |
| 1985 | 45                                             | Indios Chapaleufu I                                                 | Marcos Heguy, Gonzalo Heguy, Horacio S. Heguy, Horacio Heguy.                                         | [ 22 ]                                                              | Coronel Suárez II                                                   |
| 1984 | 44                                             | La Espadaña                                                         | Juan M. Zavaleta, Alfonzo Pieres, Gonzalo pieres, Ernesto trotz (h).                                  |                                                                     |                                                                     |
| 1983 | 43                                             | Coronel Suárez                                                      | Luis E. Lalor, Gonzalo Tanoira, Alfredo Harriott, Celestino Garrós.                                   |                                                                     |                                                                     |
| 1982 | 42                                             | Mar del Plata                                                       | Alfonzo Pieres, Gonzalo Pieres, Gonzalo Tanoira, Alfredo Goti.                                        |                                                                     |                                                                     |
| 1981 | 41                                             | Mar del Plata                                                       | Alfonzo Pieres, Gonzalo Pieres, Gonzalo Tanoira, Alfredo Goti.                                        |                                                                     |                                                                     |
| 1980 | 40                                             | Coronel Suárez                                                      | Benjamín Araya, Alberto P. Heguy, Alfredo Harriott, Celestino Garrós.                                 |                                                                     |                                                                     |
| 1979 | 39                                             | Mar del Plata                                                       | Alfonzo Pieres, Gonzalo Pieres, Gonzalo Tanoira, Alfredo Goti.                                        |                                                                     |                                                                     |
| 1978 | 38                                             | Coronel Suárez                                                      | Alberto P. Heguy, Horacio A. Heguy, Alfredo Harriott, Héctor Crotto (h).                              |                                                                     |                                                                     |
| 1977 | 37                                             | Coronel Suárez                                                      | Alberto P. Heguy, Horacio A. Heguy, Juan C. Harriot (h), Alfredo Harriott.                            |                                                                     |                                                                     |
| 1976 | 36                                             | No se definió, debido a los inconvenientes meteorológicos. (Lluvia) | No se definió, debido a los inconvenientes meteorológicos. (Lluvia)                                   | No se definió, debido a los inconvenientes meteorológicos. (Lluvia) | No se definió, debido a los inconvenientes meteorológicos. (Lluvia) |
| 1975 | 35                                             | Coronel Suárez                                                      | José M. Plaza de Ayala, Alberto P. Heguy, Juan C. Harriot (h), Alfredo Harriott.                      |                                                                     |                                                                     |
| 1974 | 34                                             | Coronel Suárez                                                      | Alberto P. Heguy, Horacio A. Heguy, Juan C. Harriot (h), Alfredo Harriott.                            |                                                                     |                                                                     |
| 1973 | 33                                             | Santa Ana                                                           | Gaston Dorignac, Héctor Merlos, Daniel Gonzáles, Francisco Dorignac.                                  |                                                                     |                                                                     |
| 1972 | 32                                             | Coronel Suárez                                                      | Alberto P. Heguy, Horacio A. Heguy, Juan C. Harriot (h), Alfredo Harriott.                            |                                                                     |                                                                     |
| 1971 | 31                                             | Santa Ana                                                           | Teófilo Bordeu, Gaston Dorignac, Daniel Gonzáles, Francisco Dorignac.                                 |                                                                     |                                                                     |
| 1970 | No se jugó                                     | No se jugó                                                          | No se jugó                                                                                            | No se jugó                                                          | No se jugó                                                          |
| 1969 | 30                                             | Mar del Plata                                                       | Juan J. Alberdi, Jorge Tanoira, Gonzalo Tanoira, Alfredo Goti.                                        |                                                                     |                                                                     |
| 1968 | 29                                             | Coronel Suárez                                                      | Alberto P. Heguy, Horacio A. Heguy, Juan C. Harriot (h), Alfredo Harriott.                            |                                                                     |                                                                     |
| 1967 | 28                                             | Los Indios                                                          | Fernando Santamaria, Horacio Heguy, Gabriel Capdepont, Alberto P. Heguy.                              |                                                                     |                                                                     |
| 1966 | 27                                             | Tortugas                                                            | Alberto P. Heguy, Horacio Heguy, Juan C. Harriot (h), Francisco Dorignac.                             |                                                                     |                                                                     |
| 1965 | 26                                             | Los Indios                                                          | Alberto P. Heguy, Horacio Heguy, Alfredo Goti, Ricardo Boudou.                                        |                                                                     |                                                                     |
| 1964 | 25                                             | Tortugas                                                            | Juan J. Alberdi, Guillermo Goñi Durañona, Juan J. Díaz Alberdi, Horacio Baibiene.                     |                                                                     |                                                                     |
| 1963 | 24                                             | Santa Ana                                                           | Marcelo Dorignac, Teófilo Bordeu, Luis Lalor, Francisco Dorignac.                                     |                                                                     |                                                                     |
| 1962 | No se jugó                                     | No se jugó                                                          | No se jugó                                                                                            | No se jugó                                                          | No se jugó                                                          |
| 1961 | 23                                             | Santa Ana                                                           | Marcelo Dorignac, Gastón R. Dorignac, Roberto Cavanagh, Francisco Dorignac.                           |                                                                     |                                                                     |
| 1960 | 22                                             | Tortugas                                                            | Gastón R. Dorignac, Roberto Cavanagh, Francisco Dorignac, Horacio Baibiene.                           |                                                                     |                                                                     |
| 1959 | 21                                             | Santa Ana                                                           | Enrique Braun Estrugamou, Gastón F. Dorignac, Teófilo Bordeu, Francisco Dorignac.                     |                                                                     |                                                                     |
| 1958 | 20                                             | Hurlingham                                                          | Horacio Heguy, Juan C. Harriot (h), Juan C. Harriot, Nicolás Ruiz Guiñazú.                            |                                                                     |                                                                     |
| 1957 | 19                                             | Hípico Gualeguaychu                                                 | Rafael Torello, Oscar Olmos, Francisco R. Carrere, Eduardo Goñi Durañona.                             |                                                                     |                                                                     |
| 1956 | 18                                             | La Primavera                                                        | Juan Bernasconi, Juan C. Landry. Carlos Acuña, Luis Parenti.                                          |                                                                     |                                                                     |
| 1955 | 17                                             | Los Caranchos                                                       | Ramón Santamarina, Rolando Obregón, Oscar Olmos, Wyndham Lacey.                                       |                                                                     |                                                                     |
| 1954 | No se jugó                                     | No se jugó                                                          | No se jugó                                                                                            | No se jugó                                                          | No se jugó                                                          |
| 1953 | No se jugó                                     | No se jugó                                                          | No se jugó                                                                                            | No se jugó                                                          | No se jugó                                                          |
| 1952 | No se jugó                                     | No se jugó                                                          | No se jugó                                                                                            | No se jugó                                                          | No se jugó                                                          |
| 1951 | 16                                             | Los Pingüinos                                                       | Eduardo Braun Cantilo, Iván Mihanovich, Gabriel Capdepont, Mariano Gutiérrez Archával.                |                                                                     |                                                                     |
| 1950 | 15                                             | La Alicia                                                           | Jorge Marín Moreno, José M. Lalor, Luis A. Lalor, Teófilo Bordeu.                                     |                                                                     |                                                                     |
| 1949 | No se jugó                                     | No se jugó                                                          | No se jugó                                                                                            | No se jugó                                                          | No se jugó                                                          |
| 1948 | 14                                             | La Alicia                                                           | Ernesto Lalor, Alfredo Lalor, Luis A. Lalor, Fermín Ramos.                                            |                                                                     |                                                                     |
| 1947 | 13                                             | Militares                                                           | Mario laprida , Rubén Fernández Sarraúa, Francisco R. Carrere, Manuel Laprida.                        |                                                                     |                                                                     |
| 1946 | 12                                             | Los Indios                                                          | Manuel Livingston, Francisco Zárate, Antonio Heguy, Nicolás Cazón.                                    |                                                                     |                                                                     |
| 1945 | No se jugó debido a la Segunda Guerra Mundial. | No se jugó debido a la Segunda Guerra Mundial.                      | No se jugó debido a la Segunda Guerra Mundial.                                                        | No se jugó debido a la Segunda Guerra Mundial.                      | No se jugó debido a la Segunda Guerra Mundial.                      |
| 1944 | 11                                             | Militares                                                           | Carlos Donovan, Rubén Fernández Sarraúa, Francisco R. Carrere, Manuel Laprida.                        |                                                                     |                                                                     |
| 1943 | 10                                             | Los Indios                                                          | Eduardo Bullrich, Juan J. Blaquier, Andrés Gazzotti, Horacio Ruiz.                                    |                                                                     |                                                                     |
| 1942 | 9                                              | La Espadaña                                                         | Eliseo Segura (h), Tomás Garrahan, Luis Garrahan, Carlos Menditeguy.                                  |                                                                     |                                                                     |
| 1941 | 8                                              | Tortugas                                                            | Alberto Ustariz, Martín J. Reynal, Enrique Alberdi, Carlos de la Serna.                               |                                                                     |                                                                     |
| 1940 | No se jugó                                     | No se jugó                                                          | No se jugó                                                                                            | No se jugó                                                          | No se jugó                                                          |
| 1939 | 7                                              | Tortugas                                                            | Carlos Debaisieux, Gastón F. Dorignac, Enrique Alberdi, Alejanddro Bell.                              |                                                                     |                                                                     |
| 1938 | 6                                              | La Espadaña                                                         | Luis Garrahan, Carlos Land, Samuel M. Casares, Tomás Garrahan.                                        |                                                                     |                                                                     |
| 1937 | 5                                              | La Concepción                                                       | Alejandro Gowland, Carlos de Elizalde, Enrique Alberdi, Raúl frías Ayerza                             |                                                                     |                                                                     |
| 1936 | No se jugó                                     | No se jugó                                                          | No se jugó                                                                                            | No se jugó                                                          | No se jugó                                                          |
| 1935 | 4                                              | Tortugas                                                            | Héctor Lanús, Ezequiel Fernández Guerrico, Mario Inchauspe, Manuel Andrada.                           |                                                                     | .                                                                   |
| 1934 | No se jugó                                     | No se jugó                                                          | No se jugó                                                                                            | No se jugó                                                          | No se jugó                                                          |
| 1933 | 3                                              | Santa Paula                                                         | Fabián Etcheverrigaray, Mario Inchauspe, José Reynal, Enrique Padilla.                                |                                                                     |                                                                     |
| 1932 | No se jugó                                     | No se jugó                                                          | No se jugó                                                                                            | No se jugó                                                          | No se jugó                                                          |
| 1931 | 2                                              | Lanceros - General Paz                                              | Juan C. Balbastro, Samuel M. Casares, Carlos Kelso, E. Leonardo Lacey.                                |                                                                     |                                                                     |
| 1930 | 1                                              | Venado Tuerto                                                       | Edmundo Cavanagh, Luis Duggan, Héctor Duggan, Diego Cavanagh.                                         |                                                                     |                                                                     |

## Ganadores de la Copa Emilio de Anchorena (antes del Abierto de Tortugas)
| Año       | Edición    | Equipo             | Formación                                                                                         |
| --------- | ---------- | ------------------ | ------------------------------------------------------------------------------------------------- |
| 1929      | -          | Venado Tuerto      | Arturo Cavanagh, Roberto Lambert, Tomás Moore, Diego Cavanagh.                                    |
| 1928      | -          | Santa Inés         | Francisco Watson, Daniel Kearney, Guillermo Brookes Naylor, Kenneth Reynolds.                     |
| 1927      | -          | La Rinconada       | Alfredo Harrington, Audilio Bonadeo Ayrolo, José Reynal, Aníbal Bonadeo Ayrolo.                   |
| 1926      | -          | Venado Tuerto      | Arturo Kenny, Alfredo Harrington, Tomás Moore, Diego Cavanagh.                                    |
| 1925      | -          | Los Pingüinos      | Mauricio Braun Menéndez, Eduardo Braun Menéndez, Alejandro Braun Menéndez, Carlos Braun Menéndez. |
| 1924      | -          | Hurlingham         | César O'Farrel, Carlos Lacey, E. leonardo Lacey, Samuel A. Casares.                               |
| 1923      | -          | Hurlingham         | Lindsay Holway, Carlos Lacey, E. leonardo Lacey, Samuel A. Casares.                               |
| 1922      | -          | Los Ceibos         | Justo J. Galarreta, Francisco Ceballos, Marcelo Costa Paz, Enrique Padilla.                       |
| 1921      | -          | Equipo Sin Nombre  | Gregorio Torres, Francisco Ceballos, Vicente Kenny, Luis Lacey                                    |
| 1920      | -          | Equipo Sin Nombre  | Alfredo Harrington, Eduardo Amadeo Artayeta, Carlos Uranga, Juan Nelson.                          |
| 1911-1919 | No se jugó | No se jugó         | No se jugó                                                                                        |
| 1910      | -          | Hurlingham         | Lindsay Holway, Stanley Mallet, Isaac de Oliveira Cézar, Julio Negrón.                            |
| 1909      | -          |                    |                                                                                                   |
| 1908      | -          | Sociedad Deportiva | Pedro C. Díaz, Enrique E. Reynolds, Gastón Peers, Lewis Lacey.                                    |
| 1907      | -          | Equipo Sin Nombre  | James Luard Bury, Alberto de Oliveira Cézar, Isaac de Oliveira Cézar, Hugh S. Robson.             |